# Абенсберг
Абенсберг (на немски: Abensberg) е малък град в района на Келхайм в Бавария, Германия с 13 765 жители (към 31 декември 2017).
Намира се на 30 km югозападно от Регенсбург, 40 km източно от Инголщат, 50 km северозапдно от Ландсхут и на ок. 100 km северно от Мюнхен. Градът се намира на река Абенс, десен приток на Дунав, на ок. осем km от вливането ѝ в Дунав.
През 1138 г. Абенсберг е споменат в документ за пръв път като Habensperch, 1256 г. като castrum Abensperch.
Херцог Лудвиг, маркграф на Бранденбург и брат му херцог Стефан от Бавария одобряват на 12 юни 1348 г. правата на град на Абенсберг.